# Château des Tours (Gironde)
Pour les articles homonymes, voir Château des Tours.
Le château des Tours est un château situé sur la commune de Montagne dans le département de la Gironde.

## Histoire
| - Plan du château (Courau 1850) |

« Le château de Montagne ne remonte pas au-delà du XIVe siècle. Dans ce temps il avait trois tours dont une, polygonale et intérieure était le donjon, et les autres, circulaires, flanquaient un bâtiment oblong aux angles est et ouest de sa face sud ; puis, aux mêmes angles de la face nord, on voyait des guérites dont il reste les culs-de-lampe. Cette partie la plus ancienne au midi du château actuel est aussi un peu plus élevée, le donjon avec ses mâchicoulis et sa guérite recouverte en dôme la domine comme tout le manoir.

Au nord du château primitif, il y avait une cour carrée formée par lui et des murailles crénelées, lesquelles avaient extérieurement à leurs pieds de larges et profonds fossés. Ces fossés subsistent, mais les murailles ont été remplacées au XVIe siècle par des édifices rectangulaires. Aux angles est et ouest de la façade nord se montrent deux tours rondes, moins hautes que les autres, mais garnies comme elles de mâchicoulis. La porte règne entre ces deux tours, sur son sommet on voyait les armes de Calvimont sculptées sur une grande pierre ; elles gisent depuis 1793 à quelques pas en avant de la porte.

Les armes des premiers seigneurs des Tours étaient sculptées dans le tympan de la porte en accolade du donjon, lequel se trouve, à cause de l'agrandissement du château, à l'angle sud-ouest de la cour. La chapelle située à l'est et, hors de l'enceinte du château, date du XIVe siècle, quoique les deux travées de sa voûte ressemblent beaucoup au style de transition ou du XIIe siècle. Elle était éclairée, dans les premiers temps, par une seule croisée à ogive pratiquée dans le mur est de son chevet et condamnée en adaptant de ce côté à la chapelle des bâtiments ruraux ; pour lui suppléer, on en a ouvert une dans chaque mur latéral. La porte est comme celle du donjon. »
— Raymond Guinodie, Histoire de Libourne et des autres villes et Bourgs et son Arrondissement, Tome 3, 1876
Il fut restauré par Viollet-le-Duc au XIXe siècle.

## Description du château par Bertall
« Le château des Tours est une des habitations les plus intéressantes, les plus réussies et les plus opulentes de cet aimable coin de la France ; habitation construite dans le style du XIIIe siècle, avec des compléments et des raccords dans le style de la Renaissance : une cour d'honneur large, bien décorée, fermée de portiques à l'italienne ; des tours crénelées et des fossés qui entourent le château tout entier ; le tout planté à mi-côte, et dominant de larges pelouses accidentées, semées de bouquets de bois pittoresques, avec un encadrement de vieux chênes, vieux châtaigniers et vieilles futaies. Dans le bas, un cours d'eau qui serpente à travers les roseaux, sous l'ombrage de grands arbres ; à l'horizon, les coteaux de la Dordogne qui s'échelonnent derrière les flèches, les arceaux et les murs en ruine de Saint-Emilion.

C'est admirable comme vue, comme situation et comme disposition. Charmant accueil, châtelains des plus aimables ; jolis bébés courant gaiement par les allées ombreuses ou sur les gazons fleuris ; beaux chevaux, attelages soignés, voitures élégantes pour courir le pays. C'est complet !
Du château et du parc, qui s'étend au loin et se perd dans la verdure du vallon, rien ne révèle l'exploitation vinicole, et cependant cette exploitation se fait là dans une vaste proportion, et avec de très-heureux résultats comme qualité et comme quantité.
Derrière le rideau des grands arbres se dressent les celliers aménagés avec le plus grand soin, les chais bondés de pièces de vin, les pressoirs et les foudres préparés pour recevoir les vendanges ; les écuries pour les chevaux et les bœufs, les hangars pour les chariots, les charrues et tout l'outillage des vignerons.
Puis, se prolongeant à perte de vue, les champs plantés de vignes espacées régulièrement qui se dressent à cinq ou six pieds de haut, soutenues par les échalas que l'on nomme ici, me dit-on, des carassons.

Chaque pied de vigne, vers le bas du cep, à l'endroit où s'agrafent les branches et les pousses de l'an, est entouré comme d'une ceinture de rudes grappes de ce noir-bleu velouté qui indique la maturité imminente et la vendange prochaine. »
— Bertall, 1er octobre 1876

## État actuel
Le château des Tours tombe peu à peu en ruine, il a besoin de travaux de restauration d'urgence.

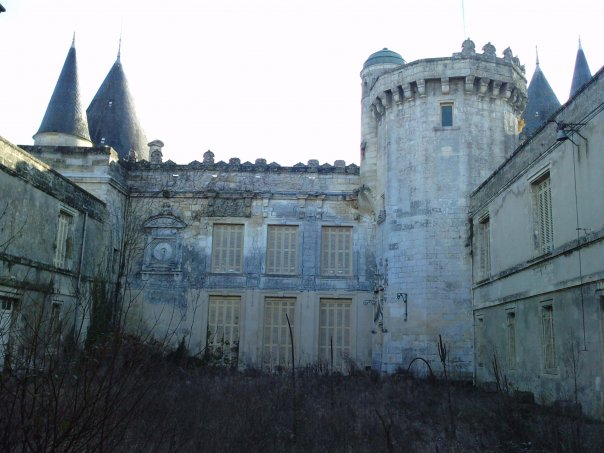
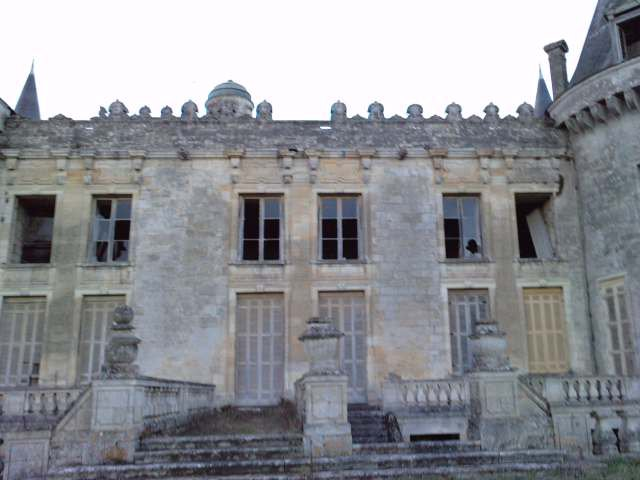
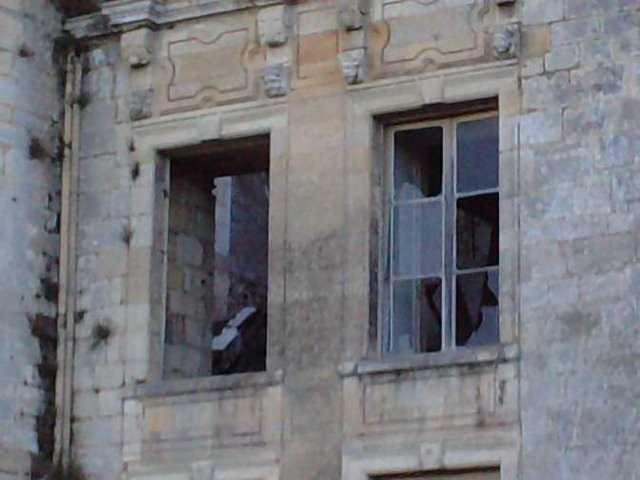

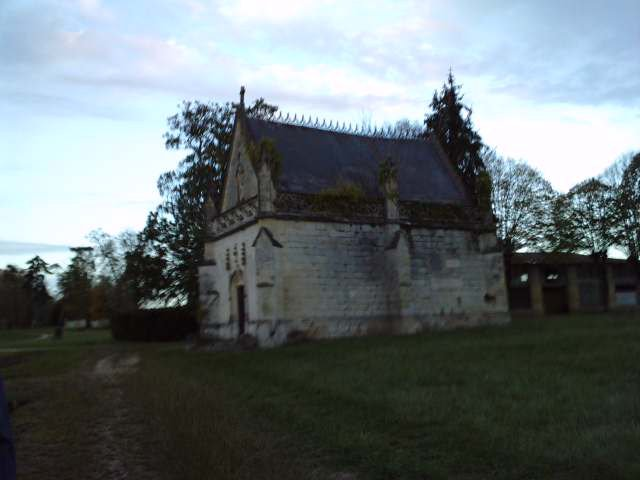
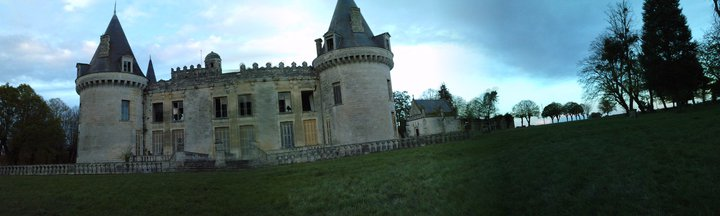